# Flowers for Breakfast
Flowers for Breakfast was een Belgische rockgroep. De band was actief in de tweede helft van de jaren 90 en had haar thuisbasis in Antwerpen.

## Geschiedenis
De groep ontstond in Antwerpen uit klassiek geschoolde muzikanten die voornamelijk actief waren als Prince-coverband. Geleidelijk aan creëerden ze meer eigen materiaal. 
Hun cd-debuut maakten ze in 1995 met de door Tony Platt geproducete ep Nervous. Een jaar later volgde hun eerste album Baron Samedi Conducts the Onion Philharmonique.  De groep rond zanger Tom Pintens en zangeres Tine Reymer bracht datzelfde jaar ook drie singles uit, met name One Man Show, Onions en Quicksand Valley. Kort daarvoor hadden ze getekend bij het platenlabel Mercury/Polygram. 
In 1998 verschenen er twee albums van de band, Ego en Homebound. Daarnaast verschenen de singles You Wish en A Shiny Future.
In de periode 1999 - 2001 speelde de groep geen enkel concert. In maart 2001 trad de band bij wijze van uitzondering op tijdens het muziekfestival Hove Live. In de maand oktober van datzelfde jaar werd bekend dat de band uiteenging.

## (Oud-)bandleden
- Tine Reymer (zang)
- Tom Pintens (zang, gitaar, klavier)
- Stoffel Verlackt (gitaar)
- Chris Cleiren (basgitaar)
- Roel Poriau (drums)
- Benjamin Boutreur (saxofoon)

## Discografie[3]

### Albums
- Baron Samedi Conducts the Onion Philharmonique (1996)
- Homebound (1998)

### Ep's
- Nervous (1995)

### Singles
- Onions (1996)
- Quicksand Valley (1996)
- One Man Show (1996)
- A Shiny Future (1998)
- Ego (1998)
- You Wish (1998)